# Lavender Scare
De Lavender Scare betrof een periode van morele paniek in de Verenigde Staten waarin homoseksuelen in overheidsdienst werden vervolgd. Deze heksenjacht in het midden van de 20e eeuw, gekenmerkt door massale ontslagen, was onderdeel van het bredere anti-communistische McCarthyisme en de tweede rode schrik.
Homoseksuele mannen en vrouwen werden gestigmatiseerd als veiligheidsrisico's en communistische sympathisanten, wat resulteerde in oproepen om hen uit overheidsfuncties te verwijderen. Er bestond een wijdverbreide overtuiging dat homoseksuelen gemakkelijker te manipuleren waren, een opvatting die hen als een bedreiging voor de nationale veiligheid bestempelde. Hoewel lesbische vrouwen minder vaak werden vervolgd dan homoseksuele mannen, waren er gevallen waarin zij ondervraagd werden of hun baan verloren.
In de publieke perceptie werden communisten en homoseksuelen vaak met elkaar geassocieerd, waardoor de angst voor het communisme toenam. Beide groepen werden gezien als deel van verborgen subculturen met eigen sociale codes, wat bijdroeg aan hun stigmatisering als immoreel en goddeloos.
De Lavender Scare institutionaliseerde homofobie binnen de overheid en versterkte de vervolging van homoseksuelen. Voormalig Amerikaans senator Alan K. Simpson benadrukte de impact van deze periode: "Hoewel de 'rode schrik' vaak het hoofdonderwerp van historici is, schaadde de heksenjacht op homoseksuelen, gevoerd door McCarthy en anderen, veel meer mensen."

## Etymologie
De term 'Lavender Scare' werd geïntroduceerd door David K. Johnson in zijn boek uit 2004, The Lavender Scare, waarin hij de anti-homoseksuele campagne van die tijd onderzoekt. Deze benaming is afgeleid van "lavendel jongens", een term die senator Everett Dirksen gebruikte om homoseksuele mannen aan te duiden. Dirksen verklaarde in 1952 dat een Republikeinse overwinning bij de verkiezingen zou resulteren in het verwijderen van "de lavendel jongens" uit het Ministerie van Buitenlandse Zaken. Dit label werd ook gebruikt in het tijdschrift Confidential, bekend om zijn artikelen over de seksualiteit van politici en Hollywoodsterren.